# Tetramorium semilaeve semilaeve
Tetramorium semilaeve semilaeve é uma subespécie de insetos himenópteros, mais especificamente de formigas pertencente à família Formicidae.
A autoridade científica da subespécie é Andre, tendo sido descrita no ano de 1883.
Trata-se de uma subespécie presente no território português.